# Ai se eu te pego!
Ai se eu te pego! è un singolo del cantautore brasiliano Michel Teló, pubblicato il 19 settembre 2011

## Descrizione
Ai se eu te pego! fu composta nel 2008 da Sharon Acioly, animatrice di Axe Moi (un palco allestito sulla spiaggia di Porto Seguro) e autrice del grande successo funk Square Dance, e Antônio Dyggs. La canzone fu interpretata per la prima volta dai Os Meninos de Seu Zeh, diretti dallo stesso Dyggs. In quel periodo il testo era leggermente diverso, e la parte "sábado na balada" era sostituita da "sábado na Kabana", che secondo i compositori è una discoteca a Feria de Santana.
Il brano guadagnò popolarità, e fu riproposto dal gruppo Cangaia di Jegue di Salvador, che ne registrò una propria versione ottenendo un buon riscontro nello stato di Bahia durante il 2010; il successo attirò a sua volta le attenzioni di un altro gruppo, i Garota Safada di Ceará, i quali ne registrarono una terza versione che divenne molto popolare nel nord est del Brasile e in particolar modo a São João. Fu riproposta anche da altre band regionali brasiliane, come Arreio de Ouro, Estakazero, Forró Sacode and Saia Rodada.
Tra il 2011 e il 2012 fu realizzata una quarta versione del brano, proposta dal cantautore e ballerino Michel Teló, che divenne una hit internazionale. Teló ha anche realizzato una versione in inglese del brano, dal titolo Oh, If I Catch You!. La cantante rumena Inna ne ha registrato una versione remix. Inoltre, il rapper Pitbull ha registrato insieme a Michel Teló il Worldwide Remix della canzone.

## Successo commerciale
Arrivato al successo internazionale nel 2012, è stato il 7° singolo più venduto al livello mondiale con 7,2 milioni di copie.
Nei primi sei mesi dello stesso anno, il singolo ha venduto 191 000 copie negli Stati Uniti.
Il brano ha raggiunto il successo internazionale dopo che il calciatore brasiliano Neymar, in un video divenuto popolare nel web, si è esibito in un ballo nello spogliatoio sulle note del brano prima di una partita del Santos; in seguito la canzone è stata ballata da numerosi calciatori famosi a livello internazionale (ad esempio Cristiano Ronaldo).
Inoltre, la canzone è presente sul videogioco Pro Evolution Soccer 2013.

## Tracce
Download digitale
1. Ai se eu te pego! – 2:45

CD singolo
1. Ai se eu te pego! – 2:45
2. Ai se eu te pego! (Video) – 2:45

EP remix
1. If I Catch You (Original Mix) – 2:47
2. If I Catch You (Live Mix) – 2:47
3. If I Catch You (Chill Version 1) – 2:51
4. If I Catch You (Chill Version 2) – 2:43

## Classifiche

### Classifiche settimanali
| Classifica (2011) | Posizione massima |
| ----------------- | ----------------- |
| Austria           | 1                 |
| Belgio (Fiandre)  | 1                 |
| Belgio (Vallonia) | 1                 |
| Bulgaria          | 1                 |
| Danimarca         | 2                 |
| Europa            | 1                 |
| Finlandia         | 3                 |
| Francia           | 1                 |
| Germania          | 1                 |
| Italia            | 1                 |
| Lussemburgo       | 1                 |
| Norvegia          | 4                 |
| Paesi Bassi       | 1                 |
| Repubblica Ceca   | 2                 |
| Romania           | 2                 |
| Spagna            | 1                 |
| Stati Uniti       | 81                |
| Svezia            | 1                 |
| Svizzera          | 1                 |

### Classifiche di fine anno
| Classifica (2011)           | Posizione |
| --------------------------- | --------- |
| Brasile (Billboard Hot 100) | 5         |
| Italia                      | 8         |
| Spagna                      | 9         |
| Classifica (2012)           | Posizione |
| Austria                     | 1         |
| Belgio Fiandre              | 1         |
| Belgio Vallonia             | 2         |
| Canada                      | 92        |
| Danimarca                   | 2         |
| Francia                     | 1         |
| Germania                    | 1         |
| Italia                      | 1         |
| Paesi Bassi                 | 1         |
| Polonia                     | 1         |
| Spagna                      | 1         |
| Svezia                      | 7         |